# HMS King George V (1911)
O HMS King George V foi um couraçado operado pela Marinha Real Britânica e a primeira embarcação da Classe King George V, seguido pelo HMS Centurion, HMS Ajax e HMS Audacious. Sua construção começou em janeiro de 1911 no Estaleiro Real de Portsmouth e foi lançado ao mar em outubro do mesmo ano, sendo comissionado em novembro de 1912. Era armado com uma bateria principal de dez canhões de 343 milímetros em cinco torres de artilharia duplas, tinha um deslocamento de mais de 27 mil toneladas e alcançava uma velocidade máxima de 21 nós.
O King George V teve uma carreira tranquila em tempos de paz. Ele integrou a Grande Frota durante a Primeira Guerra Mundial, passando a maior parte de seus primeiros anos realizando patrulhas pelo Mar do Norte. Ele participou da Batalha da Jutlândia em maio e junho de 1916, porém praticamente não teve oportunidades de enfrentar o inimigo e disparou apenas dois salvos no decorrer de toda a batalha. A embarcação não entrou mais em ação depois disso e passou o restante do conflito novamente em patrulhas, resultado de estratégias navais mais cautelosas.
O navio foi inicialmente colocado na reserva depois da guerra, mas foi reativado em 1920 e transferido para a Frota do Mediterrâneo, atuando no Império Otomano. Enquanto estava no local ajudou a evacuar refugiados do Grande Incêndio de Esmirna em setembro de 1922, levando-os para Malta. Voltou para casa pouco depois e foi brevemente usado como navio-escola até ser colocado na reserva no final de 1923. Permaneceu inativo até ser descomissionado em outubro de 1926 para cumprir limitações do Tratado Naval de Washington, sendo desmontado no ano seguinte.